# Borichinda cavernicola
Borichinda cavernicola är en tvåvingeart som beskrevs av Ralph E. Harbach och Rampa Rattanarithikul 2007. Borichinda cavernicola ingår i släktet Borichinda och familjen stickmyggor.
Artens utbredningsområde är Thailand. Inga underarter finns listade i Catalogue of Life.